# Asbjørn Kragh Andersen

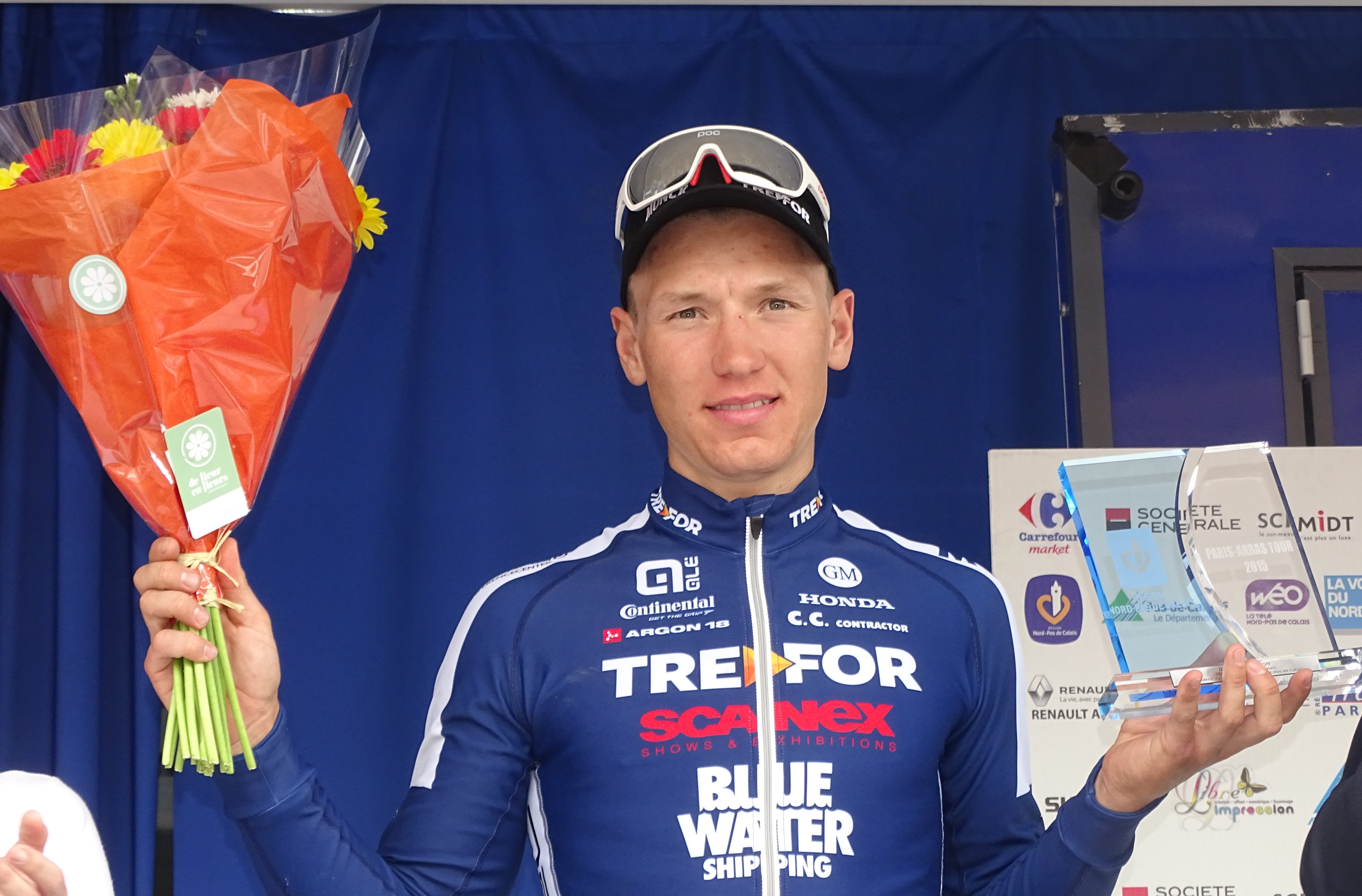
Andersen na zijn overwinning in de Parijs-Arras Tour van 2015

Asbjørn Kragh Andersen (Fredericia, 9 april 1992) is een voormalig Deens wielrenner. Hij is de oudere broer van wielrenner Søren Kragh Andersen.

## Overwinningen
2010
GP Herning, Junioren
4e etappe Vredeskoers, Junioren
2e etappe Ronde van het Münsterland, Junioren
2011
1e etappe Grote Prijs van Denemarken
2013
Fyen Rundt
2e etappe Vredeskoers, Beloften
2014
2e etappe Szlakiem Grodów Piastowskich
Jongerenklassement Coupe des Nations Ville Saguenay
2015
5e etappe Ronde van Loir-et-Cher
Ringerike GP
5e etappe Flèche du Sud
3e etappe Parijs-Arras Tour
2016
4e etappe Tour des Fjords
2018
Eindklassement Ronde van Loir-et-Cher

## Resultaten in voornaamste wedstrijden
|      | \| Jaar \| Gent-Wevelgem \| Ronde van Vlaanderen \| Parijs-Roubaix \| Parijs-Tours \| \| Wereldranglijsten \| \| ---- \| ------------- \| -------------------- \| -------------- \| ------------ \| \| ----------------- \| \| 2016 \| \| \| \| 70e \| \| \| \| 2017 \| \| \| opgave \| 61e \| \| \| \| 2018 \| \| \| \| \| \| 583e (UWR) \| \| 2019 \| opgave \| opgave \| opgave \| opgave \| \| 1567e (UWR) \| |                      |                |              |  |                   |
| Jaar | Gent-Wevelgem | Ronde van Vlaanderen | Parijs-Roubaix | Parijs-Tours |  | Wereldranglijsten |
| 2016 | |                      |                | 70e          |  |                   |
| 2017 | |                      | opgave         | 61e          |  |                   |
| 2018 | |                      |                |              |  | 583e (UWR)        |
| 2019 | opgave | opgave               | opgave         | opgave       |  | 1567e (UWR)       |

## Ploegen
- 2012 –  Team Tre-For
- 2013 –  Team TreFor
- 2014 –  Christina Watches-Kuma (tot 31-8)
- 2015 –  Team TreFor-Blue Water
- 2016 –  Delko Marseille Provence KTM
- 2017 –  Delko Marseille Provence KTM
- 2018 –  Team Virtu Cycling
- 2019 –  Team Sunweb
- 2020 –  Team Sunweb
- 2021 –  Team DSM
- 2022 –  Team DSM

Andersen · Guldhammer · Hansen · Haugaard · Hemmsen · K.V. Kristensen · R. Kristensen · Lund · J.-E. Madsen · T. Madsen · Rasmussen · Stenger · A. Vorre Louring · R. Vorre Louring
A.K. Andersen · S.K. Andersen · Bøje-Pedersen · von Folsach · Guldhammer · Hemmsen · Larsen · Mørkøv · Mygind · Olesen · Plesner · Quaade · Rosenberg · Vinjebo
A.K. Andersen · S.K. Andersen · Clausen · Foder Holm · Gregaard · Hardahl · Hyldgaard · Lander · Olsson · Pedersen · Rahbek · Rasmussen · Riis · Vinjebo
Andersen · Aristi · Combaud · Di Grégorio · Díaz · El Fares · Fernández · Finetto · Giraud · Hupond · Laas · Lemarchand · Madrazo · Martinez · Pacher · Rodríguez · Šiškevičius · Smukulis · Couanon (stagiair) · Dyball (stagiair) · Liepiņš (stagiair)
Andersen · Asgreen · Egholm · Fløtten · Guldhammer · Honoré · Jeppesen · Kamp · Krigbaum · Langballe · Larsen · Schultz · Veyhe
Arndt · Bakelants ·  Bol · Curvers · Dumoulin · Fröhlinger · Haga · Hamilton · Hindley · Hirschi · Kämna · Kanter · Kelderman · A. Kragh Andersen · S. Kragh Andersen · Matthews · Nieuwenhuis · Oomen · Pedersen · Power · Roche · Storer · Stork · Tusveld · Vervaeke · Walscheid · Eekhoff (stagiair) · Kooistra (stagiair) · Salmon (stagiair)
Arensman (vanaf 1 juli) · Arndt · Benoot · Bol · Dainese · Denz · Donovan · Eekhoff · Gall · Haga · Hamilton · Hindley · Hirschi · Kanter · Kelderman · A. Kragh Andersen · S. Kragh Andersen · Matthews · Nieuwenhuis · Oomen · Pedersen · Power · Roche · Salmon · Storer · Stork · Sütterlin · Tusveld · Van Wilder · Vermaerke (stagiair)
Arensman · Arndt · Bardet · Benoot · Bol · Brenner · Combaud · Dainese · Denz · Donovan · Eekhoff · Gall · Haga · Hamilton · Hindley · Kanter · A. Kragh Andersen · S. Kragh Andersen · Leknessund · Markl · Nieuwenhuis · Pedersen · Roche · Salmon · Storer · Stork · Sütterlin · Tusveld · Vermaerke · Van Wilder
Arensman · Arndt · Bardet · Bittner (vanaf 1/8) · Bol · Brenner · Combaud · Dainese · Degenkolb · Denz · Donovan · Eekhoff · Hamilton · Heinschke · Hvideberg · A. Kragh Andersen · S. Kragh Andersen · Leknessund · Markl · Mayrhofer · Naberman · Nieuwenhuis · Pedersen · Rodenberg · Stork · Tusveld · van Uden (vanaf 1/8) · Vandenabeele · Vermaerke · Welsford